# Cedogno
Cedogno è una frazione del comune di Neviano degli Arduini, in provincia di Parma.
La località dista 5,87 km dal capoluogo.

## Geografia fisica
Cedogno sorge alla quota di 355 m s.l.m. sul fianco sud del Monte Farneto, sul versante sinistro della Val d'Enza.

## Origini del nome
Il toponimo della località, nota in epoca altomedievale come Cedonio, deriva probabilmente dal latino cydonium, in riferimento al cotogno.

## Storia
Il territorio di Cedogno risultava probabilmente abitato, seppur sporadicamente, già nel neolitico, come dimostrato dal ritrovamento di alcuni reperti a valle della località.
Un piccolo insediamento stabile sorse in zona in età romana, probabilmente intorno al I secolo a.C., e sopravvisse fino al V o VI secolo d.C.
Il borgo fu fondato in epoca altomedievale; la più antica testimonianza della sua esistenza risale al X secolo, quando la corte di Citonio fu citata in un inventario del monastero di San Tommaso di Reggio, da cui all'epoca la zona dipendeva.
Cedonio fu menzionata nuovamente il 20 novembre 995, in un atto di donazione di alcune terre da parte del vescovo Sigifredo II al Capitolo della Cattedrale di Parma.
A presidio del territorio fu edificata una torre difensiva, su uno sperone di roccia a sud dell'abitato; a servizio del borgo fu inoltre eretta una cappella, menzionata per la prima volta nel 1230.
Il territorio all'epoca dipendeva dal Comune di Parma: nel 1475 gli Anziani, su indicazione del duca di Milano Galeazzo Maria Sforza, incaricarono l'ufficiale Giovanni Francesco Bergonzi di custodire per loro conto i centri di Cedogno, Ceretolo, Mediano, Sasso, Lodrignano e Provazzano.

## Monumenti e luoghi d'interesse

### Chiesa dell'Assunzione di Maria Vergine

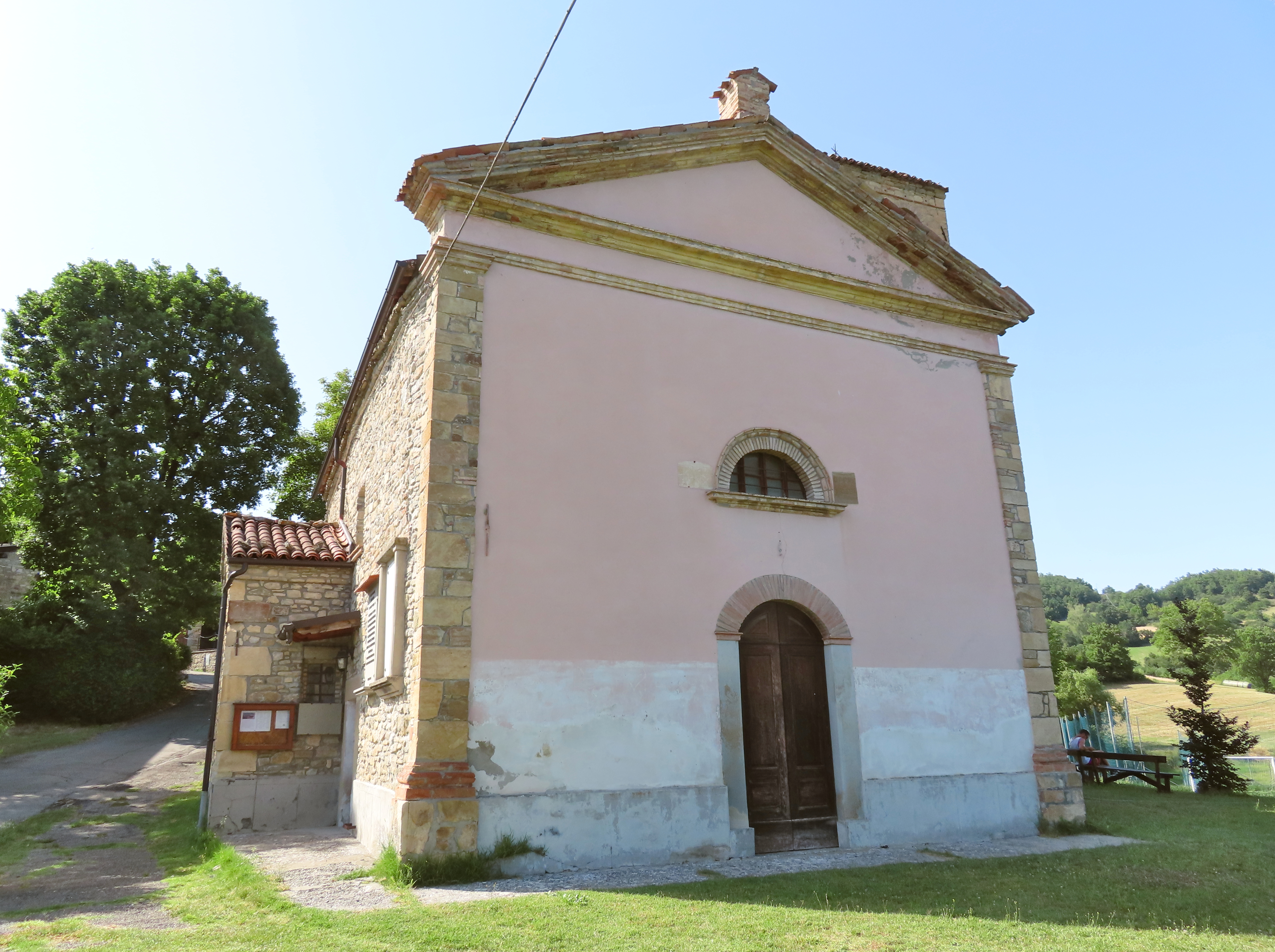
Chiesa dell'Assunzione di Maria Vergine

Menzionata per la prima volta nel 1230, la cappella originaria fu distrutta da una frana nella prima metà del XVI secolo e nel 1563 fu ricostruita in stile rinascimentale ai margini del borgo; elevata a sede parrocchiale autonoma nel 1564, fu dotata del campanile nel 1726; restaurata verso la metà del XX secolo, fu internamente decorata tra il 1940 e il 1945 da Emanuele Quintavalla. L'edificio, sviluppato su un impianto a navata unica affiancata da due cappelle per lato, presenta una facciata a capanna, con lesene e frontone triangolare in pietra; all'interno l'aula è coperta da un soffitto settecentesco a cassettoni lignei dipinti con simboli biblici.

### Casa torre dei Rossi
Costruita nel XV secolo, la casatorre appartenne inizialmente alla famiglia Rossi; il massiccio edificio in pietra, elevato su quattro livelli, conserva alcuni elementi a testimonianza delle originarie funzioni difensive, tra cui alcune feritoie; all'interno il piano terreno è coperto da una volta a botte.

## Cultura

### Museo storico dei lucchetti

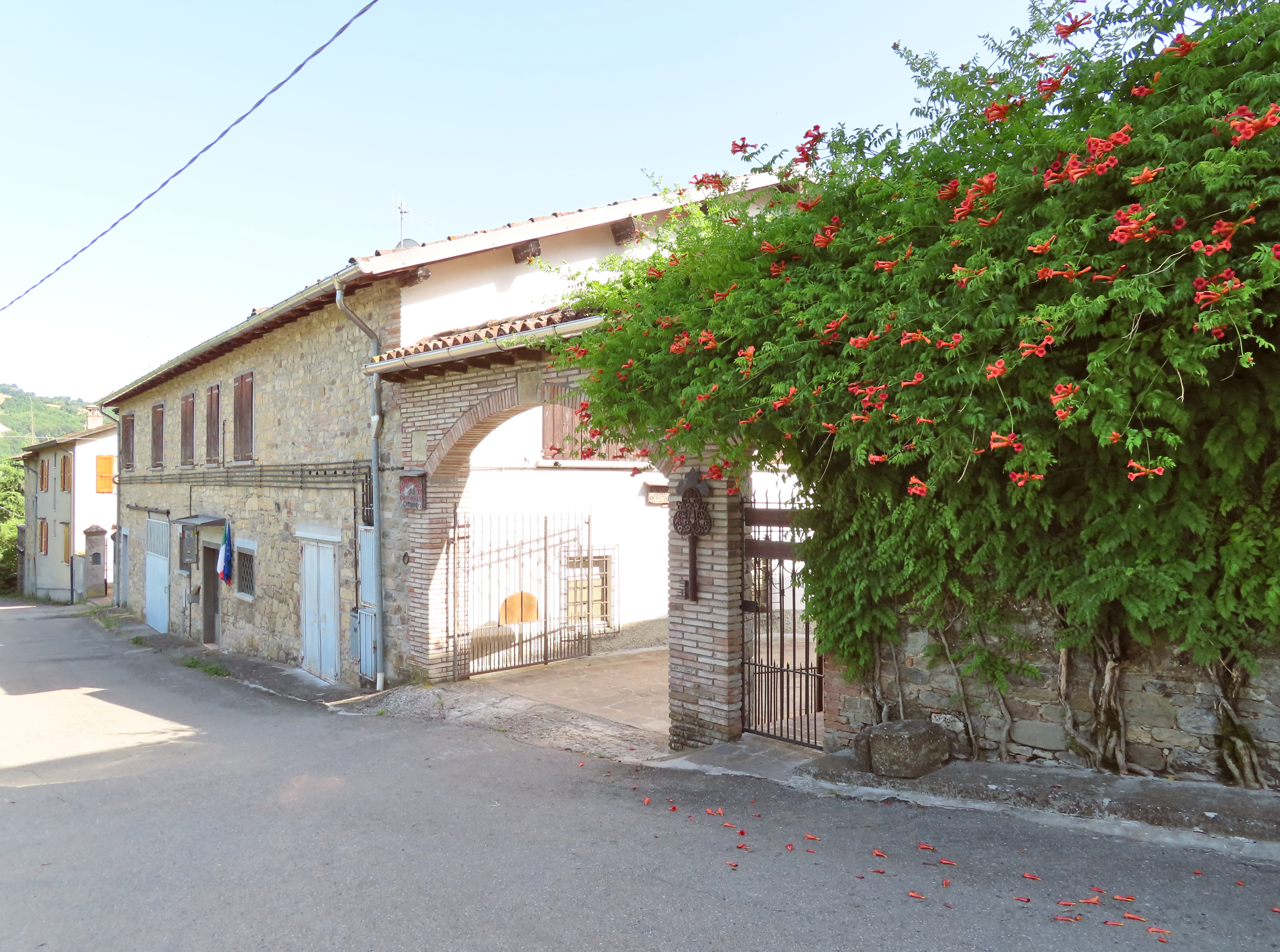
Museo storico dei lucchetti

Aperto al pubblico nel 2001 su iniziativa di Vittorio Cavalli, il museo espone una collezione di oltre 4000 lucchetti di ogni epoca e forma, provenienti da tutto il mondo.